# Georgiska cupen 2012/2013
Georgiska cupen 2012/2013, även känd som Davit Qipiani-cupen efter Davit Qipiani, var den 69:e upplagan av den georgiska cupen totalt och 23:e sedan Georgiens självständighet. Cupen inleddes den 29 augusti 2012 och avslutades med final på Micheil Meschi-stadion i Tbilisi den 22 maj 2013. Titelförsvarare var Dila Gori, som vann georgiska cupen 2011/2012 efter att ha besegrat FK Zestaponi i finalen. Cupen vanns, liksom ligan samma säsong, av Dinamo Tbilisi, som finalbesegrade Tjichura Satjchere.
Vinnaren av cupen skulle komma att kvalificeras till den andra kvalomgången av Uefa Europa League 2013/2014, men eftersom vinnaren, Dinamo Tbilisi, även vann ligan kvalificerade sig istället den fjärdeplacerade klubben i ligan till tävlingen.. 
På grund av att Dila Gori, Metalurgi Rustavi och Torpedo Kutaisi inledde säsongen i europaspel fick de gå in i den georgiska cupen i sextondelsfinalerna.

## 32-lagsrundan
Den första omgången hölls med matcher den 29 och 30 augusti 2012, och med returer mellan den 17 och 19 september.
| Lag 1               | Totalt    | Lag 2                  | Match 1 | Match 2 |
| ------------------- | --------- | ---------------------- | ------- | ------- |
| Imereti Choni       | 3 – 7     | Baia Zugdidi           | 1–4     | 2–3     |
| Kolcheti-1913 Poti  | 5 – 1     | Samgurali              | 2–0     | 3–1     |
| Dinamo Batumi       | 5 – 4     | Tjcherimela Charagauli | 2–4     | 3–0     |
| Skuri Tsalendzjicha | 0 – 4     | Guria Lantjchuti       | 0–2     | 0–2     |
| Spartaki Tschinvali | 6 – 3     | Liachvi Atjabeti       | 1–2     | 5–1     |
| Sioni Bolnisi       | 6 – 4     | Aieti Sochumi          | 3–1     | 3–3     |
| Kolcheti Chobi      | 0 – 4     | Tjichura Satjchere     | 0–2     | 0–2     |
| Merani Martvili     | 0 – 2     | Samtredia              | 0–0     | 0–2     |
| Lokomotivi Tbilisi  | 2 – 2 (b) | WIT Georgia            | 1–0     | 1–2     |
| STU Tbilisi         | 1 – 14    | Dinamo Tbilisi         | 0–8     | 1–6     |
| Sjukura Kobuleti    | 5 – 0     | Mertschali Ozurgeti    | 3–0     | 2–0     |
| Chiatura            | 0 – 6     | Gagra                  | 0–4     | 0–2     |

## 16-delsfinal
Lottningen till 16-delsfinalerna ägde rum under nyår, där de åtta bäst placerade klubbarna i Umaghlesi Liga 2012/2013 var i en seedingsgrupp medan resten hamnade i den andra. Den första omgången hölls den 26 februari med returmatcher den 2 mars.
| Lag 1              | Totalt | Lag 2                  | Match 1 | Match 2 |
| ------------------ | ------ | ---------------------- | ------- | ------- |
| Samtredia          | 0–9    | Dila Gori              | 0–6     | 0–3     |
| Dinamo Batumi      | 2–2    | Metalurgi Rustavi      | 2–1     | 0–1     |
| WIT Georgia        | 2–2    | FK Spartaki Tschinvali | 1–1     | 1–1     |
| Guria Lantjchuti   | 3–3    | Zestaponi              | 0–1     | 3–2     |
| Tjichura Satjchere | 11–0   | Sjukura Kobuleti       | 8–0     | 3–0     |
| Sioni Bolnisi      | 4–1    | Baia Zugdidi           | 3–0     | 1–1     |
| Torpedo Kutaisi    | 3–1    | Gagra                  | 1–1     | 2–0     |
| Kolcheti-1913 Poti | 0–3    | Dinamo Tbilisi         | 0–1     | 0–2     |

## Kvartsfinaler
Den första omgången av kvartsfinalerna hölls den 13 mars 2013. Returmatcherna spelas samtliga den 10 april.
| Lag 1                  | Totalt | Lag 2              | Match 1 | Match 2 |
| ---------------------- | ------ | ------------------ | ------- | ------- |
| FK Spartaki Tschinvali | 1–2    | Metalurgi Rustavi  | 0–1     | 1–1     |
| Dinamo Tbilisi         | 3–2    | Guria Lantjchuti   | 0–0     | 3–2     |
| Dila Gori              | 1–5    | Tjichura Satjchere | 0–3     | 1–2     |
| Sioni Bolnisi          | 3–3    | Torpedo Kutaisi    | 1–3     | 2–0     |

## Semifinaler
Semifinalerna spelades med ett första möte den 23 april samt returmatch den 8 maj 2013.
| Lag 1              | Totalt | Lag 2          | Match 1 | Match 2 |
| ------------------ | ------ | -------------- | ------- | ------- |
| Tjichura Satjchere | 2–1    | Sioni Bolnisi  | 2–0     | 0–1     |
| Metalurgi Rustavi  | 2–6    | Dinamo Tbilisi | 2–1     | 0–5     |

## Final
|       | 22 maj 2013 | Dinamo Tbilisi                                         | 3 – 1 | Tjichura Satjchere | Micheil Meschi-stadion |                        |
| 18:00 | 18:00       | Merebasjvili 58′ Chmaladze 63′ Dzaria 74′ Ustaritz 78' |       | Sadzjaia 90+4′     | Domare: Lasja Silagava | Domare: Lasja Silagava |
| 18:00 | 18:00       |                                                        |       |                    | Domare: Lasja Silagava | Domare: Lasja Silagava |
| 18:00 | 18:00       |                                                        |       |                    | Domare: Lasja Silagava | Domare: Lasja Silagava |